# Маргрет Николова
Маргрет Николова е българска поп певица. Тя е една от певиците, формирали облика на българската популярна музика в основополагащия ѝ период.

## Биография
Маргрет Николова е родена на 10 октомври 1928 г. в София. Завършва БДК в София през 1951 г. със специалностите „пиано“ и „пеене“. Солистка е на художествения колектив „Лиляна Димитрова“ при ЦК на РМС през периода 1945 – 1948 г. Кариерата ѝ започва в Представителния ансамбъл на МВР през 1948 г., с прекъсване от 1960 г., но след време се връща в него и работи до пенсионирането си през 1988 г. През 1960 г. постъпва в смесения хор на Българското национално радио, а от 1963 до 1977 г. е солистка на Армейския естраден състав към Театъра на народната армия.
Първата поп певица в България, завоювала обществено признание – орден „Червено знаме на труда“, орден „Кирил и Методий“ II степен – 1961 г. и пръв носител на званието „Заслужил артист“ през 1964 г. за поп изпълнител.
Участва на фестивала в Сопот, Полша – 1964 г., печели трета награда и е носителка на първа награда на Фестивалите на дружбата в Братислава, Москва и Варшава.
През 1969 г. дуетната ѝ песен с Петър Петров „Любили сме, любили“ (м. Атанас Бояджиев, т. Богомил Гудев) е обявена за „Мелодия на годината“.
През същата 1969 г. песента, която изпълнява заедно с Кирил Семов, „Сън сънувах“ (м. Ат. Бояджиев, т. Б. Гудев), печели голямата награда на фестивала „Златният Орфей“ за българска песен.
Концертната дейност на певицата, която продължава повече от 50 години, включва 9400 концерта, 34 гастроли в 13 страни и участия в спектакли в Русия, Полша, Иран, Финландия, Унгария, Сърбия, Чехия, Германия, Куба, Алжир, Англия и Австрия. Лауреат на 6 български и международни конкурса и е носител на 12 високи държавни отличия и много почетни грамоти от културни обществени организации. Има над 600 песни от български и чуждестранни композитори. Певицата освен поп музика пее отлично стари градски песни, както и руски романси. Записала е дуетни албуми с Николай Любенов и Петър Петров. С Петър Петров записва само стари градски песни, а романси – с Николай Любенов. През 1983 г. е издадена първата им дългосвиреща плоча с руски романси, като в нея романсите за пръв път са записани в дуетна форма. В репертоара си има дуети и с Кирил Семов, Петър Чернев и Георги Кордов. Работила е с оркестър „Гамбринус“, Бони Милчева, Мими Севлиева и Иван Петров. В „Балкантон“, БНР и БНТ записва 259 песни, от които 180 от български автори, 27 стари градски песни, 11 руски романса, 41 френски, руски, италиански, гръцки, полски, унгарски, немски и от други композитори. Има 52 участия в телевизионни филми. Маргарет Николова е била член на журито от основаването на фестивала „Златен кестен“ в Петрич и председател на журито на фестивала за стари градски песни „Под липите“ в Стара Загора.
Серия юбилейни концерти, свързани със 70-годишнината ѝ, са осъществени през октомври 1998 г. от подиума на „Златен кестен“.
През 2000 г., на 72-годишна възраст, прекратява певческата си кариера.
Съпругът на певицата Петър Николов приживе издава книга за нея – „С песен в живота“, екземпляри от която имат само най-близки хора на семейството.
На 19 ноември 2013 г. 85-годишната тогава Маргрет Николова пее в дует с вокала на група „Тумбаито“ Мартин Ташев популярната песен от репертоара си „Ропотамо“ в Sofia Live Club на промоцията на дебютния албум на латино групата, озаглавен TUMBAITO. Това е единственото изпълнение на певицата, след като слиза от сцената.
На 31 октомври 2018 г. е отбелязана 90-годишнината ѝ в Руския културно-информационен център в София с концерта „Старите песни“, организиран на Представителния ансамбъл на въоръжените сили с ръководител Снежина Темелкова, на който вземат участие много певци и състави.
Най-известните песни от репертоара на Маргрет Николова са „Пролет моя“, „Птици мои“, „Любовта на юнгата“, „Песен за майката“, „Целуни ме“, „Твоята китара“, „Ропотамо“, както и дуетните ѝ: „Сън сънувах“ (с Кирил Семов), „Любили сме, любили“ (с Петър Петров), „Малка къща сред полето“ (с Георги Кордов) и „Альоша“ (с Г. Кордов).
За нея композиторката Зорница Попова създава музиката към песента „Да бъдеш жена“ по текст на Блага Димитрова, други композитори, писали за нея песни, са Тончо Русев, Йосиф Цанков, Светозар Русинов, Ангел Заберски, Петър Ступел и др. Певицата споделя, че най-любимите песни в репертоара ѝ са от Йосиф Цанков, който пише много песни за нея.

## Дискография
| Година | Албум                                                                                          | Вид | Издател          | Каталожен номер |
| ------ | ---------------------------------------------------------------------------------------------- | --- | ---------------- | --------------- |
| 1961   | „Ропотамо“                                                                                     | SP  | Балкантон        | 10013           |
| 1962   | „Изпълнения на Маргрет Николова“                                                               | ЕP  | Балкантон        | 5564            |
| 1963   | „Пее Маргрета Николова“                                                                        | ЕP  | Балкантон        | 5649            |
| 1964   | „Пее Маргрета Николова“                                                                        | ЕP  | Балкантон        | 5684            |
| 1965   | „Защо тъгуваш“/ „Не бързай“                                                                    | SP  | Балкантон        | 2694            |
| 1965   | „Любовта на юнгата“, изп. М. Николова/ „Лъчезарна Варна“, изп. К. Семов                        | SP  | Балкантон        | 2722            |
| 1966   | „Маргрета Николова пее песни от Йосиф Цанков“                                                  | ЕP  | Балкантон        | 5712            |
| 1966   | „Изпълнения на Маргрета Николова с ЕОБРТ“                                                      | ЕP  | Балкантон        | ВТМ 5741        |
| 1966   | „Мъдрецът Диоген“, дует с К. Семов                                                             | SP  | Балкантон        | ВТВ 10129       |
| 1966   | „Към Слънчевия бряг“, дует с К. Семов                                                          | SP  | Балкантон        | ВТВ 10136       |
| 1968   | „Пее Маргрета Николова“                                                                        | ЕP  | Балкантон        | ВТМ 5944        |
| 1968   | „Пее Маргрета Николова“                                                                        | ЕP  | Балкантон        | ВТМ 5961        |
| 1969   | „Любили сме“, дует с П. Петров                                                                 | SP  | Балкантон        | ВТВ 10227       |
| 1970   | „Мелодии друзей-70. Маргрет Николова и Георги Кордов (Болгария)“, малка плоча, издадена в СССР | SP  | Мелодия          | Д—00029013-4    |
| 1972   | „Маргрета Николова“                                                                            | LP  | Балкантон        | ВТА 1459        |
| 1974   | „Маргрет Николова“                                                                             | SP  | Балкантон        | ВТК 3190        |
| 1976   | „Маргрет Николова“                                                                             | SP  | Балкантон        | ВТК 3301        |
| 1981   | „Есен“                                                                                         | LP  | Балкантон        | ВТА 10707       |
| 1984   | „Старинни руски романси. Маргрет Николова & Николай Любенов“                                   | LP  | Балкантон        | ВТА 11288       |
| 1990   | „Разказват стари времена. Градски песни“, с уч. на П. Петров и Г. Русев                        | MC  | Балкантон        | ВНМС 7459       |
| 1992   | „Стари градски песни. Маргрет Николова & Николай Любенов“                                      | MC  | Край огнището    | 01              |
| 1995   | „Любили сме“, компилация                                                                       | MC  | Балкантон        | ВТМС 7715       |
| 1997   | „Спомени далечни. Маргрет Николова & Николай Любенов“                                          | CD  | Kanev Music      | CD 0554 – 2     |
| 2009   | „Очи чёрные. Златните руски романси. Маргрет Николова & Николай Любенов“                       | CD  | BG Music company |                 |

### Други песни
- 1959 – „Тайна“ – м. Соболч, т. Милчо Спасов
- 1961 – „Ропотамо“ – м. Атанас Бояджиев, т. Радой Ралин, съпр. вок. квартет „Приятели на песента“ и ЕОБРТ, дир. Димитър Ганев – от плочата „Естрадна, забавна и танцова музика от български композитори“ (Балкантон – 0378)
- 1961 – „Протегни ми ръка“ – песен на Дорсе – от малка плоча с танцова музика (Орфей – 1985)
- 1962 – „Дървената кукла“ – м. Петър Ступел, т. Първолета Прокопова, съпр. вок. квартет „Приятели на песента“ и ЕОБРТ, дир. Милчо Левиев – от малка плоча със забавна музика (Балкантон – 5657)
- 1963 – „Старият Барба“ – м. Атанас Бояджиев, т. В. Петкова, съпр. орк. „Балкантон“, дир. Д. Ганев – от плоча със забавна музика (Балкантон – ВТА 386)
- 1963 – „Целуни ме“ – м. и т. Йосиф Цанков, съпр. ЕОБРТ, дир. Милчо Левиев – от конкурса за най-хубава естрадна песен, 1963 г. (Балкантон – 0368)
- 1963 – „Прозорец на север, прозорец на юг“ – м. Петър Ступел, т. В. Парун, съпр. ЕОБРТ, дир. В. Казасян – от конкурса за най-хубава естрадна песен, 1963 г. (Балкантон – 0368)
- 1963 – „Птици мои“ – м. Йосиф Цанков, т. Димитър Василев, съпр. ЕОБРТ, дир. М. Левиев – от конкурса за най-хубава естрадна песен, 1963 г. (Балкантон – 0368)
- 1963 – „По лунната пътека“, дует с Георги Кордов – м. Георги Костов, съпр. вак. квартет „Приятели на песента“ и ЕОБРТ, дир. Емил Георгиев – от малка плоча със забавна музика (Балкантон – 5727)
- 1963 – „Пролетта е при мен“ – песен на Кубичек – от плоча с танцова музика (Балкантон – 288)
- 1963 – „Ела на тоя бряг“ – м. Тончо Русев, т. Слава Семирова и Емилия Захариева, съпр. СЕО, дир. Е. Георгиев – от малка плоча със забавна музика (Балкантон – ВТК 2786)
- 1963 – „Песен за теб“ – м. Борис Карадимчев, съпр. ЕОБРТ, дир. Вили Казасян – от плочата „Танцова музика“ (Балкантон – ВТА 479)
- 1965 – „Нощният влак“ – м. Ст. Пехливанов, т. Н. Свиленов, съпр. ЕОБРТ, дир. Милчо Левиев – от плоча със забавна музика (Балкантон – 441)
- 1965 – „Писмо“ – м. Георги Робев, т. Богомил Гудев, съпр. орк. „Балкантон“, дир. Д. Ганев – от малка плоча със забавна музика (Балкантон – ВТК 2761)
- 1965 – „Една малка дървена луна“, дует с Кирил Семов – м. Морис Аладжем, т. Димитър Василев, съпр. ЕОБРТ, дир. В. Казасян – от плочата „Танцова музика“ (Балкантон – ВТА 479)
- 1965 – „Любовта на юнгата“ – м. Йосиф Цанков, т. В. Петкова, съпр. орк. „Балкантон“, дир. Д. Ганев – от малка плоча със забавна музика (Балкантон – ВТМ 5771)
- 1966 – „Към Слънчевия бряг“, дует с Кирил Семов – м. Димитър Вълчев, т. Димитър Василев, ар. Дечо Таралежков, съпр. ЕО, дир. Димитър Вълчев – от плочата „Конкурс за най-хубава песен за Черноморието, 1966 г.“ (Балкантон – ВТА 525)
- 1968 – „Бохеми“ – м. Г. Музикис, т. Димитър Василев, съпр. орк. „Балкантон“, дир. Д. Ганев – от малка съвместна плоча с Константин Казански (Балкантон – ВТК 2852)
- 1968 – „В разгара на лятото“ – м. Йосиф Цанков, т. Димитър Василев, съпр. орк. „Балкантон“, дир. Д. Ганев – от малката плоча „Българска забавна и танцова музика“ (Балкантон – ВТМ 6005)
- 1968 – „Кръвта ми ще стане вода“ – м. Микис Теодоракис, т. С. Ахилеа, съпр. орк., дир. Д. Ганев – от малка плоча със забавна музика (Балкантон – ВТМ 6143)
- 1969 – „Сън сънувах“, дует с Кирил Семов – м. Атанас Бояджиев, т. Богомил Гудев, съпр. СЕОБРТ, дир. В. Казасян – от фестивала „Златният Орфей“ (Балкантон – ВТМ 6098)
- 1969 – „Любили сме“, дует с Петър Петров – м. Атанас Бояджиев, т. Богомил Гудев, съпр. орк. „Балкантон“, дир. Д. Ганев – „Мелодия на годината“ (Балкантон – ВТА 1139)
- 1969 – „Една звездна нощ“ – м. Ал. Райчев, т. Мая Ружина, съпр. орк., дир. В. Казасян – от палка плоча с песни от Александър Райчев (Балкантон – ВТМ 6124)
- 1970 – „Малка къща сред полето“, дует с Георги Кордов – м. Светозар Русинов, т. Милчо Спасов, съпр. ЕОБРТ, дир. В. Казасян – „Мелодия на годината“ за септември (Балкантон – ВТА 1278)
- 1970 – „Ти си ми, майко, вярата“, дует с Кирил Семов – м. Ат. Бояджиев, т. Б. Гудев, съпр. орк., дир. К. Драгнев – от малка плоча със забавна музика (Балкантон – ВТМ 6167), както и малката плоча „Пеят наши и чужди изпълнители“ (Балкантон – ВТМ 6248)
- 1971 – „Нека имам“ – м. Атанас Бояджиев, т. Богомил Гудев, ар. Константин Драгнев, съпр. ЕОБРТ, дир. В. Казасян – финална песен на филма „Странен двубой“ (Балкантон – ВТМ 6315)
- 1971 – „Никога“ – м. Йосиф Цанков, т. Димитър Василев, съпр. орк., дир. Д. Ганев – от малка плоча „Пеят наши и чужди изпълнители“ (Балкантон – ВТМ 6247)
- 1971 – „Пролет моя“ – м. Йосиф Цанков, т. Никола Вапцаров, ар. Развигор Попов, съпр. ЕОКТР, дир. В. Казасян – „Мелодия на годината“ за март (Балкантон – ВТА 1289)
- 1972 – „Животът в розово“ – м. Луджини, т. Димитър Василев, съпр. ЕОБРТ, дир. В. Казасян – от малка плоча „Забавна и танцова музика“ (Балкантон – ВТМ 6184)
- 1972 – „Не оставай сам“ – м. Атанас Бояджиев, т. Богомил Гудев, съпр. ЕОКТР, дир. К. Драгнев – „Мелодия на годината“ за януари (Балкантон – ВТА 1498)
- 1972 – „Няма да е винаги така“ – м. Йосиф Цанков, т. Георги Бакалов, съпр. орк. „Стакато“, дир. Развигор Попов – от малка плоча „Забавна и танцова музика“ (Балкантон – ВТМ 6141)
- 1972 – „Старо вино“ – м. Атанас Бояджиев, т. Богомил Гудев, съпр. вок. гр. и ЕОКТР, дир. В. Казасян – от фестивала „Златният Орфей“ (Балкантон – ВТА 1348)
- 1972 – „Лодка и звезда“ – м. Димитър Вълчев, т. Найден Вълчев, съпр. ЕОКТР, дир. Д. Вълчев – от малката плоча „На безсмъртния Георги Димитров по случай 90 години от рождението му“ (Балкантон – ВТМ 6358)
- 1975 – „Да бъдеш жена“ – м. Зорница Попова, т. Блага Димитрова, ар. Томи Димчев, съпр. ЕОКТР, дир. В. Казасян – от плочата „Песни за жената и майката“ (Балкантон – ВТА 1800)
- 1975 – „Песен за майката“ – м. и ар. Иван Стайков, т. Марко Ганчев, съпр. ЕОКТР, дир. В. Казасян – от плочата „Песни за жената и майката“ (Балкантон – ВТА 1800)
- 1975 – „Макове“ – м. и ар. Атанас Бояджиев, т. Богомил Гудев, съпр. орк. „Балкантон“, дир. Д. Ганев – от плочата „Песни за родината и дружбата 2“ (Балкантон – ВТА 1677)
- 1975 – „Вечер в Девня“ – м. Бенцион Елиезер, т. Димитър Точев, ар. Недко Трошанов, съпр. орк. „Балкантон“, дир. Недко Трошанов – от плочата „Пеем за нашето време“ (Балкантон – ВТА 1733)
- 1975 – „Другата“ – б. т. Милчо Спасов, ар. Любенов, съпр. ЕОКТР, дир. В. Казасян – от плочата „Хоризонт – януари, февруари, март“ (Балкантон – ВТА 1732)
- 1975 – „Има ли възраст младостта“ – м. Жул Леви, т. Михаил Вершинин, съпр. ж. хор на АПКТР, дир. М. Милков – от плочата „Победен салют – 30 години от победата над фашистка Германия“ (Балкантон – ВХА 1903)
- 1976 – „Песен за Михайловград“ – м. и ар. Ангел Заберски, т. Георги Авгарски, съпр. ЕО, дир. Ангел Заберски – от малка плоча с песни за Михайловград (Балкантон – ВТК 3292)
- 1977 – „Балада за Феликс“ – м. Александър Йосифов, т. Евстати Бурнаски, ар. Константин Драгнев, съпр. ФСБ, дир. К. Драгнев – от плочата „Хора на дълга“ (Балкантон – ВТА 2082)
- 1977 – „Балада за Силистра“ – м. Хетко Николов, т. Матей Шопкин, ар. Иван Ангелов – от малка плоча „Силистра музика“ (Балкантон – ВТК 3500)
- 1978 – „Майка и деца“, дует с Георги Кордов – м. Христо Ковачев, т. Невена Попова, ар. Димитър Бояджиев, съпр. ЕОБР, дир. В. Казасян – от фестивала „Златният Орфей“ (Балкантон – ВТА 10186)
- 1978 – „Офицери“ – м. Атанас Бояджиев, т. Райна Ботева, ар. Сашо Младенов, съпр. ЕОБР, дир. В. Казасян – от плочата „Звезда“ (Балкантон – ВТА 10141)
- 1979 – „Песен за Самоков“ – м. Христо Ковачев, т. Игнат Игнатов, ар. Николай Куюмджиев, съпр. ЕОБР, дир. Николай Куюмджиев – от малка плоча с Мустафа Чаушев (Балкантон – ВТК 3510)
- 1980 – „Руско чудо“, дует с Петър Чернев – м. Атанас Бояджиев, т. Райна Ботева, ар. Атанас Бояджиев и Сашо Младенов – от плочата „Звезда“ (Балкантон – ВТА 10447)
- 1981 – „Леле, Пирин планино“, дует с Георги Кордов – м. и ар. Янко Миладинов, т. Богомил Гудев – от плочата „Песни за южния град“ (Балкантон – ВТА 10705)
- 1981 – „Двата бука“, дует с Петър Петров – градска песен, т. Иван Вазов, обр. Христо Ковачев, съпр. орк., дир. Анастас Наумов – от плочата „Сънувах те до мене“ (Балкантон – ВНА 10662)
- 1981 – „Сладуно моме“, дует с Петър Петров – градска песен, обр. Христо Ковачев, съпр. орк., дир. Анастас Наумов – от плочата „Сънувах те до мене“ (Балкантон – ВНА 10662)
- 1981 – „Красив роман е любовта“, дует с Росица Борджиева – м. Иван Василев, т. Петър Пирински, ар. Константин Драгнев – от плочата „Сънувах те до мене“ (Балкантон – ВНА 10662)
- 1982 – „Родопски стражи“ – м. Е. Емануилов, т. Н. Гигов, съпр. детски хор „Дружна песен“ с хормайстор М. Григоров – от плочата на Емил Емануилов „Аз съм българче“ (Балкантон – ВЕА 10749)
- 1983 – „Балада за Огоста“ – м. Ал. Йосифов. т. Д. Точев, съпр. Ансамбълът за песни при БР, диригент: К. Големинов – от плочата „Септември 1923 година“ (Балкантон – ВХА 11208)
- 1984 – „Отечествен фронт“ – м. Александър Йосифов, т. Райна Ботева, ар. Константин Драгнев, съпр. орк. „Габрово“, дир. Манол Цоков – от плочата „Септемврийски пориви“ (Балкантон – ВТА 11445)
- 1985 – „Аврора“ – м. Александър Йосифов, т. Димитър Точев, съпр. орк. – от плочата „Песни за дружбата“ (Балкантон – ВХА 11574)
- 1985 – „София-Москва“ – м. Бенцион Елиезер, т. Георги Струмски, съпр. орк. „Балкантон“, дир. Недко Трошанов – от плочата „Песни за дружбата“ (Балкантон – ВХА 11574)
- 1987 – „Песен за Альоша“, дует с Георги Кордов – м. Евгени Коломановски, т. Константин Ваншенкин, ар. Томи Димчев – от плочата „Песни за Тутракан и дружбата“ (Балкантон – ВТА 12191)
- 1999 – „Самота“ – м. и т. Михаил Златарев, ар. Кирил Ламбов – от аудиокасета „Стари градски песни – 2 част“
- 2009 – „Прощално“ – м. Йосиф Цанков, т. Никола Вапцаров – от компактдиска „Вапцаров в слово и музика“ (изд. БНР)
- „Китка“
- „Безкраен дъжд“

## Награди и отличия
- 1961 – Орден „Кирил и Методий“ – II степен
- 1964 – Звание „Заслужил артист“
- 1964 – Трета награда от международния фестивал за поп изпълнители в Сопот, Полша
- 1968 – Първа награда от международния фестивал за поп изпълнители в Москва, СССР
- 1969 – Голяма награда на българския фестивал „Златният Орфей“ за песента „Сън сънувах“
- 1969 – „Мелодия на годината“ за песента „Любили сме, любили“
- 2018 – Кристално огърлие от Съюза на музикалните и танцови дейци в България
- 2018 – Награда от Съюза на офицерите и сержантите от запаса и резерва
- 2018 – Награден знак от Министерството на отбрараната
- 2018 – Грамота и плакет от Националната гвардейска част

## Оценки за нея
- „В основата на изкуството на Маргрет Николова лежи нейният кадифено-топъл, отлично школуван мецосопран. Един глас, който е в състояние да предаде красноречиво в многобройни динамични и темброви нюанси всички душевни вълнения.“ – проф. Константин Карапетров[2]
- „Изключителен глас притежава и прави силно впечатление вашата заслужила артистка Маргрет Николова. Това е един от най-добрите гласове, които съм чувал някога през живота си.“ – Бруно Кокатрикс, директор на театър „Олимпия“, Париж[2]